# Edwin Kratschmer
Edwin Kratschmer (* 9. Juni 1931 in Komotau, Tschechoslowakei) ist ein deutscher Schriftsteller, Professor für neueste deutsche Literatur, Literatur- und Kunstwissenschaftler.

## Leben
Edwin Kratschmer wurde 1931 als viertes Kind in der Familie eines Telegrafenbeamten in Komotau geboren. Seine Brüder verstarben während des Zweiten Weltkrieges, Kratschmer wurde 1945 im Alter von 14 Jahren aus seiner Heimat Böhmen vertrieben. Nach Ablegen seines Abiturs in Bad Frankenhausen studierte er Kunst, Literatur und Psychologie in Berlin, Greifswald und Leipzig. Dort promovierte er 1969 mit einer Arbeit zur Poetogenese und arbeitete als Lehrer in Thüringen.
Gemeinsam mit Margret Kratschmer und Hannes Würtz gab er die Jugendlyrik-Anthologien Offene Fenster heraus, eine Auswahl aus 100.000 Texten, die sich heute als „Sammlung Jugendlyrik der DDR“ im Besitz der Universitäts- und Landesbibliothek Jena befindet. Kratschmer war einer der Gründer der DDR-weiten Bewegung schreibender Jugendlicher und 1970 Seminarleiter beim ersten Poetenseminar in Schwerin.
In Unterwellenborn unterrichtete er bis 1983 Kunst und Deutsche Sprache und Literatur. Nach eigenen Angaben gab er den Lehrerberuf 1983 auf, um nicht für die Staatssicherheit arbeiten zu müssen, die ihn für eine Mitarbeit gewinnen wollte. Im gleichen Jahr wurde er Mitglied im Verband Bildender Künstler. Mit seiner Ehefrau Margret Kratschmer (1930–2018)  leitete er eine Kunstgalerie und baute die Kunstsammlung Maxhütte gemeinsam mit Tochter Maren Kratschmer-Kroneck auf. Diese Sammlung befindet sich heute im Besitz des Freistaates Thüringen.
Nach 1989 war er Gymnasialdirektor in Saalfeld. Später wurde er Lehrbeauftragter und Professor für Neueste deutsche Literatur an der Friedrich-Schiller-Universität Jena, dort initiierte er die Internationalen Jenaer Poetik-Vorlesungen. 1996 erhielt er die Schiller-Medaille der Universität.
Kratschmer, Ehrenmitglied des Collegium Europaeum Jenense, lebte als freier Schriftsteller in Unterwellenborn und seit 2016 in Saalfeld.
2010 erhielt er die Ehrenbürgerschaft von Unterwellenborn.
Seit 2017 ist Prof. Kratschmer Mitglied beim PEN Zentrum deutschsprachiger Autoren im Ausland.

## Werke (Auswahl)

### Romane/Prosa
- Habakuk oder Schatten im Kopf. Roman, Weimar 2001 ISBN 3-89739-210-0
- Die Doppelhalsgeige. Roman, Stadtroda 2008 ISBN 978-3-927437-33-3
- Blaurausch. 10 Erzählungen, Stadtroda 2008 ISBN 978-3-927437-31-9
- Siebenschlaf. Roman. Stadtroda 2010 ISBN 978-3-927437-34-0
- Wahnwald. Roman. Stadtroda 2011 ISBN 978-3-927437-42-5
- Menetekel. Kurzprosa aus sechs Jahrzehnten. Stadtroda 2013 ISBN 978-3-927437-59-3
- Schattentanz. Roman. Stadtroda 2015 Stadtroda ISBN 978-3-927437-56-2
- Tintentage. Erzählstücke. Stadtroda 2016. ISBN 978-3-927437-57-9
- Fetzen. Roman. Stadtroda 2017. ISBN 978-3-927437-58-6
- Paarzeit. Erzählstücke. Stadtroda 2018 ISBN 978-3-927437-60-9

### Essays
- Christophorus von Samos bis Sakulowski, Weida 1989
- Anatomie der Gewalt, Coburg 1994
- Plenzdorfs neue Leiden, Stuttgart 1996
- Das ästhetische Monster Mensch. Fragmente zu einer Ästhetik der Gewalt. 13 Essays, Frankfurt 2002 ISBN 3-631-39580-9
- Tatort Heimat. 21 Essays, Unterwellenborn 2002
- Aufbruch mit Böll, Unterwellenborn 2004
- Babelturm. 2 Essays, Stadtroda 2011 ISBN 978-3-927437-44-9
- Brieftage. Briefe an Künstler. Bad Steben 2019. ISBN 978-3-9819546-2-3

### Jugendlyrik-Anthologien
- Und Mut gehört zum Wort (Hrsg.), Unterwellenborn 1964
- Offene Fenster (Hrsg.), 9 Bände, Berlin 1967–1990

### Publikationen zur Jugendlyrik
- Das Lyrikinteresse von Abiturienten in Thüringen, Jena 1993
- Poetologie des Jugendgedichts. Ein Beitrag zur Poetogenese, Frankfurt/Bern/New York 1996 ISBN 3-631-49981-7
- Von der Unschuld der Plagiate, Berlin 1998

### Publikationen zur Kunst
- Max braucht Kunst, Unterwellenborn 1988
- Saku-Art, Unterwellenborn 2001
- Tübkes Superbildkonserve, Erlangen 2001
- Kunst im Clinch. Zur Kunst in der DDR, Köln 2007
- Ali Kurt Baumgarten. Kunst-Roulett, Stadtroda 2009 ISBN 978-3-927437-40-1

### Publikationen zur Literatur
- Jürgen Fuchs. Poesie und Zersetzung (Hg.), Jena 1993
- Dichter Diener Dissidenten. Sündenfall der DDR-Lyrik, Jena 1995 ISBN 3-925978-46-1
- Gottfried Meinhold – Poesie und Utopie, Jena 1996 (als Herausgeber) ISBN 3-925978-59-3
- Versus Diktatur. Texte zu Jürgen Fuchs, Unterwellenborn 2001
- Pegasos & Sisyphos. Texte zu Rathenow, Unterwellenborn 2002
- Das blaue Komma. Texte zu Reiner Kunze, Weimar 2003

### Publikationen zu den Internationalen Jenaer Poetik-Vorlesungen
- Erinnern provozieren (Hrsg.), Köln 1996
- Poesie und Erinnerung (Hrsg.), Erlangen/Jena 1998 ISBN 3-7896-0605-7
- Ludvík Kundera. Berlin (Hrsg.), Weimar 2000
- Gottfried Meinhold. Die Grenze (Hrsg.), Weimar 2000
- Ulrich Zwiener. Weltbürger und Visionär, Jena 2002 ISBN 3-933159-10-5

### Autobiografisches
- Tatort Böhmen oder Kde domov muj, Essen 1998
- Zwiegesicht. Stationen & Spiegelungen, Unterwellenborn 2000